# Diemut
Diemut (ook Diemud of Diemuth genoemd) was een Beierse kopiiste die actief was in het klooster van Wessobrunn in het eerste kwart van de 12e eeuw. Ze zou een vijfenveertigtal manuscripten hebben overgeschreven voor de kloosterbibliotheek.

## Biografie
Eigenlijk is er niets bekend ober het leven van Diemut. De eerste informatie die we terugvinden komt uit een hagiografie uit de 16e eeuw. Die tekst verhaalt dat ze als oblate in het klooster intrad, maar dat is weinig waarschijnlijk gezien Wessobrunn tot omstreeks 1100 een mannenklooster was en dat het pas nadien een dubbelklooster werd waar ook vrouwen waren toegelaten. Ze leefde als recluse bij het voornoemde vrouwenklooster, zoals blijkt uit de tekst op een loden gedenkplaat die in haar graf werd gevonden. De details van Diemuts dagelijks leven kennen we niet, maar we mogen veronderstellen dat ze, zoals de andere benedictinessen een groot deel van de dag doorbracht met bidden en lezen. In haar geval kwam daar het schrijven bij, en als we de lijst van werken die aan haar toegeschreven worden bekijken, moet dit haar belangrijkste taak geweest zijn.
Diemut voerde een drukke correspondentie met een andere non, Herluka, die in een nabijgelegen klooster in Epfach en later in Bernried verbleef. Toen de historicus Bernhard Pez in de 18e eeuw naar deze brieven op zoek ging in Bernried bleken ze verdwenen te zijn tijdens de Dertigjarige Oorlog in de zeventiende eeuw.

## Werk
Er zijn twee lijsten bewaard gebleven met de boeken die door Diemut geschreven werden. De eerste lijst werd opgesteld door een collega scribent die Diemut en haar werk uit de eerste hand moet gekend hebben. De tweede lijst (lijst B) werd geschreven in het begin van de 13e eeuw. Diemut signeerde haar werk niet, maar de vergelijking van de bewaarde lijsten met de boeken van de bibliotheek die bewaard bleven, resulteerde in veertien volumes. In vijf daarvan was in de 17e eeuw een ex libris aangebracht die ze aan Diemut toeschreef. Op basis van het handschrift kon een scribent geïsoleerd worden die aan alle werken meewerkte: Diemut.
Uit de studie van de manuscripten kon afgeleid worden dat ze niet altijd alleen werkte. De bewaarde handschriften kunnen opgedeeld worden in twee groepen: de eerste groep die tot stand kwam tussen 1100 en 1130 die precies en klaar geschreven zijn en een tweede groep die tot stand kwam tussen 1130 en haar dood, waarvan de kwaliteit minder goed is. De lettervormen en specifieke afkortingen laten echter toe beide groepen aan dezelfde scribent toe te schrijven. De werken in de eerste groep werden door haar alleen geschreven, waarschijnlijk in de periode dat ze als recluse leefde. Het schrift, een Karolingische minuskel is zeer regelmatig en precies en klaar, het illustreert alleszins dat Diemut een rijpe, goed opgeleide kopiist was en geen jonge beginnelinge, als ze deze werken schreef. De grote initialen en de penwerk versieringen in de handschriften zijn van haar hand. In de tweede groep manuscripten is haar schrift variabel wat erop wijst dat ze goede en slechte dagen had en waarschijnlijk last had van de ouderdom. In deze werken zijn twee andere handen te herkennen, waarschijnlijk andere kloosterzusters die haar hielpen bij het werk.
Diemut kopieerde onder meer: de Bijbel, verschillende missalen, evangeliaria, werken van Augustinus, Gregorius de Grote, Origenes, Johannes Chrysostomus, Hieronymus, Cassiodorus en Eusebius.
Veel van haar werk ging verloren tijdens de economische problemen van de abdij tussen de 14e en de 15e eeuw. Bij de secularisatie van het klooster in 1802/1803 werden 15 werken van de hand van Diemut overgebracht naar de Staatsbibliothek te München.

## Herinnering
Ondanks haar enorme productie van waardevolle handschriften zou het niet abnormaal geweest zijn als men Diemut volledig vergeten had. Het enige dat haar werk in herinnering bracht was een lijst van de boeken die ze geschreven had. Maar de gemeenschap moet in haar laatste jaren al veel respect gehad hebben voor Diemut. Ze werd begraven in de oudste kapel van het klooster, de Mariakapel, wat een bijzondere eer was. Dit eerbetoon is begrijpbaar, het was dankzij haar dat men in het klooster de nodige werken had voor Bijbelstudie, studie van de kerkvaders en andere devotionele lectuur. In 1221 stichtte de toenmalige bibliothecaris Konrad Pozzo, een jaargetijde voor de herdenking van Diemut. Waarschijnlijk kende hij haar werk via de orale overlevering en drong het tot hem door welke enorme bijdrage ze geleverd had toen hij na de brand van 1220 de geredde werken catalogiseerde.
Na de eerste decades van de 13e eeuw ging de herinnering aan Diemut stilaan verloren. Vanaf de veertiende eeuw kende het klooster een moeilijke tijd met zware financiële problemen waardoor een groot gedeelte van hun bezittingen waaronder de bibliotheek, moest verkocht of verpand worden. Tegen de eerste decade van de 16e eeuw was de situatie hersteld en een van de monniken, Stephan Leopold, die de oude glorietijd wou doen herleven, dook in de archieven om die tijd te bestuderen. Daar ontdekte hij het charter van Konrad Pozzo voor de herinnering van de overlijdensdag van Diemut. Hij kopieerde het document in de liber traditionem die hij aan het schrijven was. Tien jaar later schreef een anonieme monnik een compendium met de levensbeschrijvingen van de bijzonderste leden van de communiteit: De virus illustribus. Die nam het verhaal van Diemut over en maakte er een geromantiseerde versie van een heiligenleven van. Hij schilderde haar af als een zeer vrome recluse die slechts leefde voor het gebed en voor haar werk. Volgens hem vastte ze drie dagen per week en at ze slechts brood en water, nooit vlees of wijn. Ze sprak met niemand tenzij tussen de none en de vespers. In de winter droeg ze alleen een pelsen tuniek en ze verwarmde zich met de kaars die ze als lichtbron nodig had om te kunnen schrijven. Hij was er duidelijk op uit om Wessobrunn van een heilige te voorzien zoals andere kloosters uit de omgeving. De “heilige” werd herontdekt in de 17e eeuw door de jezuïet Jacob Gretser die haar opnam in zijn Acta Sanctorum van 1675. Jean Mabillon leerde de tekst kennen tijdens zijn reis naar Augsburg in 1683 en schreef erover in zijn Iter Germanicum.
In 1713 liet abt Boelzl haar resten herbegraven in een nieuwe voor haar gebouwde kapel. Toen Bernhard Pez, de bekende monnik historicus van de abdij van Melk, haar graf bezocht en daarna haar werken ging opzoeken en identificeren was het hek van de dam. De kunsthistorici van de late 19e eeuw liepen elkaar voor de voeten bij het bestuderen van haar werk en we kunnen rustig stellen dat ze nu de bekendste vrouwelijke scribent van de middeleeuwen is.